# Mustafa Tlass
Muṣṭafā Ṭlāss (in arabo  مصطفى طلاس‎?; al-Rastan, 11 maggio 1932 – Parigi, 27 giugno 2017) è stato un generale e politico siriano.
Ha tre figli: Firas, Manaf e Sarya.

## Carriera militare e politica
Ṭlāss aderì al partito Baʿth nel 1947. Entrò nel 1952 nell'Accademia Militare di Ḥomṣ e lì conobbe Ḥāfiẓ al-Asad, di cui divenne amico. I due uomini si trovarono insieme di stanza al Cairo tra il 1958 e il 1961 durante il breve periodo di vita della Repubblica Araba Unita (che aveva unito la Repubblica siriana a quella egiziana, sotto la presidenza di Gamāl ʿAbd al-Nāṣer). Entrambi nutrivano sentimenti panarabi ma anche nazionalisti e sostenevano l'opportunità della rottura dell'esperienza unionista con l'Egitto nasseriano. Ṭlāss ascese i vari livelli della carriera militare al pari di al-Asad, e questi - all'epoca ministro della Difesa - lo nominò Capo di Stato Maggiore nel 1968, dopo la disfatta siriana nel corso della guerra dei Sei Giorni. L'ultimo colpo di Stato di al-Asad, nel 1970, gli assicurò pieni poteri nel Paese e nel 1972, Ṭlāss fu nominato ministro della Difesa.
Contrariamente alla maggior parte dei personaggi nominati da Ḥāfiẓ al-Asad nell'apparato militare, Ṭlāss non è musulmano alauita ma sunnita. Negli anni settanta, Muṣṭafā Ṭlāss modernizza ed equipaggia le forze armate siriane con l'aiuto dell'URSS. In quanto ministro della Difesa, anche Mustafa Tlass può essere considerato corresponsabile del massacro di Hama del 1982 e della brutale repressione dei rivoltosi della Fratellanza Musulmana da parte di Rifāʿat al-Asad, che provocò un numero particolarmente impressionante di morti. In occasione del tentato golpe di Rifāʿat al-Asad nel 1984, Tlass sostenne Ḥāfiẓ al-Asad e divenne di conseguenza ancor più potente e ascoltato dal Presidente. Diresse infatti ad un tempo le forze armate e gli apparati di intelligence.
Poco implicato negli affari politici, dal momento che Ḥāfiẓ al-Asad guidava autocraticamente tutto, Ṭlāss frequentò volentieri i circoli mondani e culturali damasceni. La sua influenza non si affievolì quando Ḥāfiẓ al-Asad morì nel 2000 e la Presidenza fu assunta dal figlio Baššār al-Asad. Nel maggio del 2002 Baššār intervenne per procrastinare di un biennio il pensionamento di Ṭlāss dal suo posto di ministro della Difesa. Dopo che i due anni furono trascorsi, Ṭlāss conservò il posto di vice-Primo ministro ma, soprattutto, rimase una delle personalità "forti" del regime ba'thista.
Baššār al-Asad, che si diceva volesse modernizzare la Siria e avviare un abbozzo di dialogo con Israele, sembra debba misurarsi continuamente con lui, rappresentante di quella "vecchia guardia" paterna che, al di là di ogni dubbio, governa realmente il paese. Nel 2004 Ṭlāss lascia il partito Baʿth e ogni responsabilità governativa. Suo figlio Manāf è comunque in buoni rapporti con Baššār al-Asad.
Tlass è morto il 27 giugno 2017 a Parigi, Francia all'età di 85 anni.

## Pubblicazioni
La sua casa editrice ha stampato l'ottava edizione dei Protocolli dei Savi di Sion, pubblicazione antisemita voluta dal governo zarista russo.